# Johann Kreuter
Johann Kreuter, auch Johann oder Hans Kräuter, (nachweisbar von 1551 in Schneeberg im Erzgebirge bis 1599 in Bautzen) war ein deutscher Maler.
Johann Kreuter wurde vermutlich in Schneeberg im Erzgebirge geboren, wo er zuerst nachweisbar ist. Möglicherweise war er ein Bruder des ebenfalls in der Mitte des 16. Jahrhunderts dort tätigen Bildhauers und Formschneiders Wolf Kreuter. In Schneeberg war er bis mindestens 1551 tätig, bevor er wahrscheinlich nach Bautzen übersiedelte. Dort übertrug ihm 1596 der Rat der Stadt die Ausmalung der oberen Wohnstube und des Saales im Neuen Haus. Im gleichen Jahr beauftragte man ihn den neuen protestantischen Altar (1634 verbrannt) für den Dom St. Petri auszustaffieren. Dabei wurde er von fünf Gesellen unterstützt. 1599 ist er letztmals in Bautzen dokumentiert.
Seine Ausbildung erhielt er, nach Christian Meltzers Chronica von Schneeberg in der Werkstatt von Lucas Cranach d. J. Er wird bei Friedrich Schlie auch als ein Schüler Lucas Cranachs d. Ä. erwähnt, der gemeinsam mit dessen Söhnen Johann Lucas und Lucas d. J. sowie mit den Brüder Martin, Mathias und Wolfgang Krodel, Gottfried Leigel, Peter Gottland, Georg Böhm und anderen von diesem ausgebildet wurde.
Frühester Beleg seiner Arbeit ist möglicherweise eine heute im Schneeberger Rathaus aufbewahrte vergoldete Kupfertafel mit einem gepunzten Bildnis des Martin Luther, das mit den Initialen I. K. signiert und mit der Jahreszahl 1549 datiert ist. Diese Zuschreibung ist allerdings umstritten, da sich im Stadt- und Bergbaumuseum in Freiberg eine ganz ähnliche vergoldete Messingtafel mit identischen Initialen befindet, die dem dort tätigen Goldschmied Jakob Köhler zugewiesen wird.
Eine Johann Kreuter selbst zugeschriebene Tafel aus der Cranach-Schule mit der Darstellung Johannes der Täufer predigt im Wald, die auf einen gegen 1516 angefertigten Holzschnitt von Lucas Cranach d. Ä. zurückgeht, wird heute im Bautzener Stadtmuseum aufbewahrt.

## Belege
1. ↑  Christian Meltzer: Chronica von Schneeberg. 1716, S. 639 (digital.slub-dresden.de).
2. ↑  Friedrich Schlie: Beschreibendes Verzeichniss der Werke älterer Meister in der Grossherzoglichen Gemälde-Gallerie zu Schwerin. Bärensprungsche Hofbuchdruckerei, Schwerin 1882, Abschnitt: Cranach (I), S. 104 (Textarchiv – Internet Archive).
3. ↑  Museen der Stadt Bautzen. Führer durch die Gemäldegalerie des Stadtmuseum. 1980, S. 6.

| Personendaten    | Personendaten                  |
| ---------------- | ------------------------------ |
| NAME             | Kreuter, Johann                |
| ALTERNATIVNAMEN  | Kräuter, Johann; Kräuter, Hans |
| KURZBESCHREIBUNG | deutscher Maler                |
| GEBURTSDATUM     | vor 1551                       |
| STERBEDATUM      | nach 1599                      |